# Lista de prefeitos eleitos no Amapá em 2016
Na formação desta lista foram consultados arquivos on line do Tribunal Regional Eleitoral e Tribunal Superior Eleitoral, sendo que na época do pleito o Amapá possuía 16 municípios.
A referida disputa aconteceu dois anos após as eleições estaduais no Amapá em 2014 e aconteceu no dia 2 de outubro (1º turno), ocasião em que Waldez Góes era governador do estado.

## Prefeitos eleitos peloPMDB
O partido triunfou em 3 municípios, o equivalente a 18,75% do total.
| Bandeira                | Município               | Prefeito eleito                            | Partido | Nascido em      | UF           |
| ----------------------- | ----------------------- | ------------------------------------------ | ------- | --------------- | ------------ |
| Bandeira desconhecida   | Itaubal                 | Victor Hugo Lopes Rodrigues (Dr. Victor).. | PMDB    | Belém           | Pará         |
| Pedra Branca do Amapari | Pedra Branca do Amapari | Elizabeth Pelaes dos Santos (Beth Pelaes)  | PMDB    | Macapá          | Amapá        |
|                         | Tartarugalzinho         | Rildo Gomes de Oliveira                    | PMDB    | Tartarugalzinho | Minas Gerais |

## Prefeitos eleitos peloPSDB
O partido triunfou em 1 município, o equivalente a 6,25% do total.
| Bandeira | Município | Prefeito eleito              | Partido | Nascido em | UF       |
| -------- | --------- | ---------------------------- | ------- | ---------- | -------- |
|          | Oiapoque  | Maria Orlanda Marques Garcia | PSDB    | Pinheiro   | Maranhão |

## Prefeitos eleitos peloPMN
O partido triunfou em 1 município, o equivalente a 6,25% do total.
| Bandeira              | Município | Prefeito eleito       | Partido | Nascido em | UF    |
| --------------------- | --------- | --------------------- | ------- | ---------- | ----- |
| Bandeira desconhecida | Amapá     | Carlos Sampaio Duarte | PMN     | Mazagão    | Amapá |

## Prefeitos eleitos peloPSC
O partido triunfou em 1 município, o equivalente a 6,25% do total.
| Bandeira | Município | Prefeito eleito                            | Partido | Nascido em | UF    |
| -------- | --------- | ------------------------------------------ | ------- | ---------- | ----- |
|          | Calçoene  | Lindoval Santos do Rosário (Dr. Lindoval). | PSC     | Calçoene   | Amapá |

## Prefeitos eleitos pelaREDE
O partido triunfou em 1 município, o equivalente a 6,25% do total.
| Bandeira | Município | Prefeito eleito                       | Partido | Nascido em | UF   |
| -------- | --------- | ------------------------------------- | ------- | ---------- | ---- |
| Macapá   | Macapá    | Clécio Luis Vilhena Vieira (reeleito) | REDE    | Belém      | Pará |

## Prefeitos eleitos peloPR
O partido triunfou em 1 município, o equivalente a 6,25% do total.
| Bandeira              | Município | Prefeito eleito              | Partido | Nascido em | UF    |
| --------------------- | --------- | ---------------------------- | ------- | ---------- | ----- |
| Bandeira desconhecida | Pracuúba  | Belize Conceição Costa Ramos | PR      | Amapá      | Amapá |

## Prefeitos eleitos peloPDT
O partido triunfou em 1 município, o equivalente a 6,25% do total.
| Bandeira | Município    | Prefeito eleito              | Partido | Nascido em | UF   |
| -------- | ------------ | ---------------------------- | ------- | ---------- | ---- |
|          | Porto Grande | José Maria Bessa de Oliveira | PDT     | Bujaru     | Pará |

## Prefeitos eleitos peloPEN
O partido triunfou em 1 município, o equivalente a 6,25% do total.
| Bandeira | Município      | Prefeito eleito                            | Partido | Nascido em | UF    |
| -------- | -------------- | ------------------------------------------ | ------- | ---------- | ----- |
|          | Ferreira Gomes | João Álvaro Rocha Rodrigues (Divino Rocha) | PEN     | Macapá     | Amapá |

## Prefeitos eleitos peloPROS
O partido triunfou em 1 município, o equivalente a 6,25% do total.
| Bandeira | Município | Prefeito eleito                                      | Partido | Nascido em | UF    |
| -------- | --------- | ---------------------------------------------------- | ------- | ---------- | ----- |
| Macapá   | Cutias    | Raimundo Barbosa Amanajás Filho (Professor Amanajás) | PROS    | Macapá     | Amapá |

## Prefeitos eleitos peloPRB
O partido triunfou em 1 município, o equivalente a 6,25% do total.
| Bandeira         | Município        | Prefeito eleito             | Partido | Nascido em | UF    |
| ---------------- | ---------------- | --------------------------- | ------- | ---------- | ----- |
| Laranjal do Jari | Laranjal do Jari | Márcio Clay da Costa Serrão | PRB     | Macapá     | Amapá |

## Prefeitos eleitos peloPTdoB
O partido triunfou em 1 município, o equivalente a 6,25% do total.
| Bandeira       | Município      | Prefeito eleito              | Partido | Nascido em | UF    |
| -------------- | -------------- | ---------------------------- | ------- | ---------- | ----- |
| Serra do Navio | Serra do Navio | Elson Belo Lobato (Elson 70) | PTdoB   | Santana    | Amapá |

## Prefeitos eleitos peloPSDC
O partido triunfou em 1 município, o equivalente a 6,25% do total.
| Bandeira | Município | Prefeito eleito             | Partido | Nascido em | UF   |
| -------- | --------- | --------------------------- | ------- | ---------- | ---- |
| Santana  | Santana   | Ofirney da Conceição Sadala | PSDC    | Belém      | Pará |

## Prefeitos eleitos peloPT
O partido triunfou em 1 município, o equivalente a 6,25% do total.
| Bandeira        | Município       | Prefeito eleito                                       | Partido | Nascido em | UF    |
| --------------- | --------------- | ----------------------------------------------------- | ------- | ---------- | ----- |
| Vitória do Jari | Vitória do Jari | Raimundo de Alcimar Ney de Souza (Dielson - reeleito) | PT      | Mazagão    | Amapá |

## Prefeitos eleitos peloPPL
O partido triunfou em 1 município, o equivalente a 6,25% do total.
| Bandeira        | Município | Prefeito eleito                       | Partido | Nascido em | UF    |
| --------------- | --------- | ------------------------------------- | ------- | ---------- | ----- |
| Vitória do Jari | Mazagão   | João da Silva Costa (Professor Dudão) | PPL     | Mazagão    | Amapá |